# 包内
包内（義大利語：Baone），是意大利威尼托大区帕多瓦省的一个市镇。总面积24.44平方公里，人口3108人，人口密度127.2人/平方公里（2009年）。国家统计（ISTAT）代码为028009。